# 延坪站
延坪站（韓語：연평역）是朝鮮民主主義人民共和國两江道白岩郡西頭里的一個鐵路車站，属于白茂线。

## 邻近车站
白茂线
西頭站 - 延坪站 - 延岩站